# Curitiba prismatica
Curitiba prismatica là một loài thực vật có hoa trong Họ Đào kim nương. Loài này được (D.Legrand) Salywon & Landrum mô tả khoa học đầu tiên năm 2007.